# Jerłan Slambajew
Jerłan Kapsiemietowicz Slambajew (ur. 3 lipca 1981) – kazachski judoka.
Uczestnik mistrzostw świata w 2001 i 2003. Startował w Pucharze Świata w 2000, 2002 i 2004. Zajął piąte miejsce na igrzyskach azjatyckich w 2002. Brązowy medalista mistrzostw Azji w 2003 roku.